# 史特林·奈特
史特林·桑德曼·奈特（英語：Sterling Sandmann Knight；1989年3月5日—），美國演員、歌手、詞曲作者、喜劇演員和音樂家。

## 早年生活
史特林·奈特於1989年3月5日出生於南卡羅來納州希爾頓黑德島。他有一個姊妹Samantha Scarlett和一個兄弟Spencer Shuga。

## 參與

### 影集作品
- 《孟漢娜》（2007年）其中1集
- 《結案高手》（2007年）第三季2集
- 《實習醫生》（2008年）第四季1集
- 《加油！桑妮》（2009年至2010年）
- 《Cookie Monsters》（2009年）
- 《The Legend of Candy Face》（2010）
- 《憨管家俏主人》（2013）

### 電影作品
- 《Calm》（2005年）
- 《Career Day》（2006年）
- 《球已出界》（2009年）
- 《回到17歲》（2009年）
- 《Privileged》（2010年）
- 《愛上大明星》（2010年）
- 《艾莉:現代灰姑娘傳說》（2010年）

## 外部連結
- 史特林·奈特在互联网电影资料库（IMDb）上的資料（英文）